# Saint-Ferriol
Saint-Ferriol es un pequeño pueblo y comuna francesa, situada en el departamento del Aude en la región de Languedoc-Roussillon.
A sus habitantes se les conoce en idioma francés por el gentilicio Ferriolais.

## Demografía
| 132 | 157 | 145 | 157 | 154 | 147 |
| Para los censos de 1962 a 1999 la población legal corresponde a la población sin duplicidades (Fuente: INSEE [Consultar]) |     |     |     |     |     |